# Kościół św. Jana Chrzciciela w Kupnie
Kościół św. Jana Chrzciciela w Kupnie – rzymskokatolicki kościół znajdujący się w Kupnie, wpisany do gminnej ewidencji zabytków gminy Kolbuszowa.

## Historia
Kościół wybudowano w latach 1914–1920. Od 1962 do 1963 roku wewnątrz świątyni wykonano polichromię figuralną i ornamentalną. Jej autorem był Wacław Taranczewski. Powstały również dwa ołtarze boczne, których projektantami byli Bogdan i Anatol Drwalowie. W 1992 wyremontowano elewacje budynku, a rok później odmalowano jego wnętrze. W latach 1997–1998 w świątyni powstały witraże, które są jedynymi w Polsce wykonanymi według projektu o. Piotra Cholewki.    

## Architektura i wnętrze
Świątynia w stylu nadwiślańsko-neogotyckim. Na elewacjach zewnętrznych ceglane detale. Do wnętrza kościoła prowadzi wąska i niska kruchta. Dach pokryto blachą. Wieńczy go sygnaturka, która została nakryta strzelistym, ostrołukowym dachem hełmowym. 
Wewnątrz budowli znajduje się neoromański ołtarz z 1925 roku.